# خرگوش جارویی
خرگوش جارویی (نام علمی: Lepus castroviejoi) گونه‌ای خرگوش بومی شمال اسپانیا است. در سال ۱۹۷۶ به عنوان گونهٔ جدا از خرگوش گرانادا توصیف شد. توسط IUCN به عنوان آسیب‌پذیر طبقه‌بندی شده است. پراکندگی آن بسیار گسسته است.